# George J. Dvorak
George J. Dvorak (* 1933; † 23. April 2022) war ein tschechisch-US-amerikanischer Ingenieur.
Dvorak machte 1956 seinen Abschluss als Ingenieur an der Technischen Universität in Prag und wurde 1964 an der Tschechoslowakischen Akademie der Wissenschaften promoviert (Kandidatentitel). 1964 ging  er an die Brown University, an der er 1969 promoviert wurde (Ph. D.), und 1967 an die Duke University, an der er 1974 Professor für Bauingenieurwesen wurde und 1977 für Biomedizinische Technik. 1979 wurde er Professor an der University of Utah und 1984 am Rensselaer Polytechnic Institute. 2008 emeritierte er.
Er befasste sich insbesondere mit Mikromechanik und Rissen und Ermüdung in Verbundmaterialien.
Er war Gastprofessor am Polytechnikum in Mailand, in Cambridge, an der Yale University, der Technischen Universität Dänemarks und war 2007 bis 2010 Adjunct Professor an der Northwestern University.
1994 erhielt er die William Prager Medal, 2006 die Von-Karman-Medaille und außerdem erhielt er 1992 die Nadai Medal und 2002 die Drucker Medal. 1995 wurde er Fellow der National Academy of Engineering. Er war Ehrendoktor der TU Prag.

## Schriften
- Micromechanics of composite materials, Springer Verlag 2012